# Christian Pflügl
Christian Pflügl (* 24. Dezember 1978 in Vöcklabruck) ist ein österreichischer Langstreckenläufer.

## Karriere
1998 wurde er Landesmeister im Halbmarathon und 1999 sowie 2004 im Crosslauf. 2006 wurde er jeweils Vizemeister über 10.000 m (wie schon 2000 und 2003), im Crosslauf und im Halbmarathon. Bei den Straßenlauf-Weltmeisterschaften in Debrecen kam er auf den 67. Platz. 2007 wurde er erneut nationaler Vizemeister im Crosslauf und belegte bei den Straßenlauf-Weltmeisterschaften in Udine den 69. Rang.
2008 wurde er nationaler Vizemeister im Crosslauf und im 10-km-Straßenlauf. Beim Linz-Marathon wurde er Vierter in 2:19:56 h, und beim Marathon im Dreiländereck wurde er als Gesamtsieger Landesmeister. 2009 wurde er Vizemeister im Crosslauf und Landesmeister im Marathon als Gesamtsieger des Salzburg-Marathons.
Christian Pflügl ist 1,77 m groß, wiegt 64 kg und ist von Beruf Sportartikelverkäufer. Er wird von Manfred Pröll trainiert und wechselte zur Saison 2010 vom LCAV doubrava zum IGLA long life Frankenmarkter. Er lebt in St. Konrad, ist seit 2005 verheiratet und Vater zweier Kinder.

## Persönliche Bestzeiten
- 3000 m: 8:08,62 min, 12. Juli 2003, Ingolstadt
  - Halle: 8:01,81 min, 13. Januar 2005,	Karlsruhe
- 5000 m: 13:54,86 min, 8. Juni 2006, Kassel
- 10.000 m: 29:47,05 min, 29. April 2006, Graz
- 20-km-Straßenlauf: 1:03:07 h, 8. Oktober 2006, Debrecen
- Halbmarathon: 1:05:32 h, 22. März 2015, Venloo
- Marathon: 2:15:58 h, 30. Oktober 2011, Frankfurt